# レジェーレ・フェルディナンド級駆逐艦
レジェーレ・フェルディナンド級駆逐艦（レジェーレ・フェルディナンドきゅうくちくかん、ルーマニア語:Distrugător din clasa Regele Ferdinandディストゥルガトル・ディン・クラサ・レジェーレ・フェルディナンド）は、ルーマニア海軍の駆逐艦（Distrugător）である。

## 建造
レジェーレ・フェルディナンド級駆逐艦は、ルーマニア王国海軍向けの第一次世界大戦後初の本格的な駆逐艦として建造された。前級のマラシュティ級駆逐艦に続きイタリア・ナポリのパティソン社へ発注されたが、同社がイギリスの造船所と繋がりがあったこともあり、設計はソーニクロフト社が担当した。シェイクスピア級駆逐艦を元に設計されており、艦型はイギリス式に近いものとなっている。同型艦は2隻で共に1927年にパティソン造船所にて起工、1930年に就役した。

## 武装
ボフォース社製120 mm50口径単装砲を艦橋前に背負式で2門、後部煙突後ろに1門、艦後部に背負式で2門の合わせて5門を搭載した。対空兵装としても同様にボフォース社製の76.2mm単装高角砲1門と40mm単装機関砲を2門もしくは4門有していた。射撃管制装置としては前後の砲塔用にシーメンス社製測距儀が備え付けられていた。魚雷はルーマニア海軍では初めて533mmを採用し、3連装魚雷発射管を2基装備した。また、機雷も50発搭載している。
1939年には40mm機関砲をドイツのラインメタル社製37mm単装機関砲2門とオチキス社製13.2mm機銃に換装し、イタリア式の爆雷投射機を2基搭載した。その後は76.2mm単装高角砲を撤去して20mm単装機銃を4門搭載し、1944年には1番砲塔を撤去して88mm高角砲を装備している。

## 機関
機関配置は梯型としており、前級の直結式からパーソンズ式一段減速ギアードタービンとなった。製造はトリエステにあるテクニコ・スタビリメント社が担当し、公試では38ノットを記録している。

## 艦歴

### ルーマニア王国海軍
レジェーレ・フェルディナンド級の2隻は前級のマラシュティ級駆逐艦2隻（マラシュティ、マラシェシュティ）とともにルーマニア海軍の駆逐艦隊を編成した。
第二次世界大戦中は赤色海軍黒海艦隊への積極的な攻勢に運用されず、主にボスポラスからコンスタンツァ、そこからクリミア間を行き来する船団の護衛任務に従事した。なお、1941年11月にはレジェーレ・フェルディナンドがルーマニア沿岸でソ連潜水艦M45を撃沈している。
これらの駆逐艦が戦時中に失われることはなかったが、拠点としていたコンスタンツァに侵攻してきた赤軍によって1944年8月29日に捕獲された。

### ソ連海軍
9月14日にルーマニアが降伏すると、レジェーレ・フェルディナンド級は戦利艦として正式にソ連の所有物となり、赤色海軍黒海艦隊に編入された。艦名はロシア語の名称に改められ、これに伴い艦級名もリホーイ級駆逐艦（Эскадренные миноносцы типа Лихойエスカードリェンヌィイェ・ミナノースツィ・チーパ・リホーイ）となった。

### ルーマニア人民共和国海軍
リホーイ級は1953年にルーマニアに返還された。その際艦名はそれぞれD22、D21に再改名された。その後は更にD10、D9と変更されたが、1960年に退役した。

## 同型艦
| 艦名                                          | 起工   | 進水          | 竣工         | ソ連時代の名称       | 退役     |
| --------------------------------------------- | ------ | ------------- | ------------ | -------------------- | -------- |
| レジェーレ・フェルディナンド Regele Ferdinand | 1927年 | 1928年12月2日 | 1930年9月7日 | リホーイ Лихой       | 1960年代 |
| レジーナ・マリーア Regină Maria               | 1927年 | 1929年3月2日  | 1930年9月7日 | レトゥーチイ Летучий | 1960年代 |